# Улътауска област
Улътауска област (на казахски: Ұлытау облысы; на руски: Улытауская область) е една от 17-те области в Казахстан. Административен център на областта е град Жезказган. 

## История
На 16 март 2022 година президентът на Казахстан Касъм-Жомарт Токаев обявява, че 2 района и 3 града от областно значение се отделят от Карагандинска област и формират нова Улътауска област.  На  8 юни 2022 година указът на президента влиза в сила. На 11 юни 2022 година Берик Бахитович Абдигалиев е назначен за първи аким на Улътауска област. Границите на новата област приблизително съответстват на територията на старата Жезказганска област, която е ликвидирана през 1997 година, а територията ѝ присъединена към тази на Карагандинска област.